# Тиндинская
Тиндинская (Кила) — река в России, протекает в Республике Дагестан. Устье реки находится в 86 км от устья реки Андийское Койсу по правому берегу. Длина реки составляет 21 км, площадь водосборного бассейна — 214 км².
Средний расход воды — 5,99 м³/с. Высота устья — 986 м над уровнем моря. Высота истока — 3160 м над уровнем моря. Уклон реки — 103 м/км.

## Данные водного реестра
По данным государственного водного реестра России относится к Западно-Каспийскому бассейновому округу, водохозяйственный участок реки — Сулак от истока до Чиркейского гидроузла. Речной бассейн реки — Терек.
Код объекта в государственном водном реестре — 07030000112109300000483.